# جاستین پیترز
جاستین پیترز (انگلیسی: Justin Peters؛ زادهٔ ۳۰ اوت ۱۹۸۶) بازیکن هاکی روی یخ اهل کانادا است.
از باشگاه‌هایی که در آن بازی کرده‌است می‌توان به فینیکس کایوتیس و کارولینا هوریکانز اشاره کرد.